# Alan Baker
Alan Baker (ur. 19 sierpnia 1939 w Londynie, zm. 4 lutego 2018) – brytyjski matematyk; profesor Uniwersytetu Cambridge; członek Towarzystwa Królewskiego w Londynie.
Był jednym z laureatów Medalu Fieldsa w 1970 roku za pracę nad uogólnieniem twierdzenia Gelfonda-Schneidera i identyfikację wcześniej nieznanych liczb przestępnych.